# ويليام إي. غيتس
ويليام إي. غيتس (بالإنجليزية: William E. Gates)‏ هو مترجم أمريكي، ولد في 8 ديسمبر 1863 في أتلانتا في الولايات المتحدة، وتوفي في 24 أبريل 1940 في بالتيمور في الولايات المتحدة.